# Alfred xứ Sachsen‑Coburg và Gotha
Alfred của Liên hiệp Anh, Công tước xứ Sachsen-Coburg và Gotha (Alfred Ernest Albert; 6 tháng 8 năm 1844 – 30 tháng 7 năm 1900) là thành viên của Vương thất Anh và là Công tước xứ Edinburgh từ năm 1866. Ông là con trai của Victoria I của Liên hiệp Anh và Albrecht xứ Sachsen-Coburg và Gotha. Năm 1893, ông kế vị người bác, Ernst II trở thành Công tước xứ Sachsen-Coburg và Gotha, tước hiệu này trở thành danh xưng chính thức khi ông ở Đế quốc Đức.
Ngày 4 tháng 9 năm 1869, Alfred viếng thăm Đế quốc Nhật Bản, được Thiên hoàng Minh Trị tiếp đón, điều này chưa từng có tiền lệ, vì một thiên hoàng lại đón tiếp một hoàng thân nước ngoài một cách ngang hàng.

## Tuổi thơ

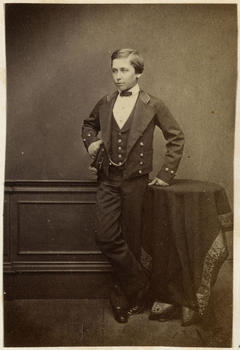
Vương tử Alfred khi còn là một cậu bé

Alfred Ernest Albert chào đời ngày 6 tháng 8 năm 1844 tại Lâu đài Windsor. Ông là người con thứ 4 và là con trai thứ 2 của Victoria của Anh và Albrecht xứ Sachsen-Coburg và Gotha. Tại thời điểm sinh ra, ông đứng thứ 2 trong thứ tự kế vị ngai vàng Anh Quốc chỉ sau anh trai Albert Edward (sau là Edward VII). Trong gia đình, ông được gọi với cái tên Affie. Là con trai của quân chủ Anh, Alfred nghiễm nhiên được gọi là His Royal Highness The Prince Alfred - Vương tử Alfred Điện hạ.
Alfred được rửa tội tại Nhà nguyện riêng ở Lâu đài Windsor vào ngày 6 tháng 9 năm 1844 bởi William Howley, Tổng giám mục Canterbury. Cha mẹ đỡ đầu của ông gồm Vương tử George, Công tước xứ Cambridge (em họ của Nữ vương, đại diện bởi cha ông, Công tước xứ Cambridge), Công tước phu nhân xứ Sachsen-Coburg và Gotha (bác dâu của ông, đại diện bởi bà ngoại, Công tước phu nhân xứ Kent) và người bác bên ngoại Thân vương xứ Leiningen.(đại diện bởi Công tước xứ Wellington).
Alfred vẫn ở vị trí thứ 2 trong thứ tự kế vị ngai vàng Anh từ khi sinh ra cho đến tháng 1 năm 1864, khi vợ chồng anh trai là Albert Edward, Thân vương xứ Wales và Alexandra của Đan Mạch chào đón đứa con đầu lòng, Vương tôn Albert Victor. Alfred đứng thứ 3 trong hàng kế vị và khi vợ chồng Thân vương xứ Wales tiếp tục có thêm những đứa con khác, Alfred càng bị tụt xuống theo thứ tự kế vị ngai vàng.

## Gia nhập Hải quân Vương thất
Năm 1856, ở tuổi 12, Vương tử Alfred tỏ ý muốn gia nhập Hải quân Vương thất Anh và được giao cho Trung uý John Cowell. Năm 14 tuổi, ông vượt qua bài kiểm tra khả năng vào tháng 7 năm 1858 và được bổ nhiệm làm học viên hải quân tại HMS Euryalus.
Năm 1860, trên con tàu này, Alfred có chuyến thăm lần đầu tiên khi con tàu cập bến ở Thuộc địa Cape và gây ấn tượng rất tốt đối với người dân thuộc địa và các thủ lĩnh bản địa. Ông tham gia một cuộc đi săn ở Hartebeeste-Hoek, điều này dẫn đến việc một số lượng lớn các loài động vật bị tàn sát trong cuộc đi săn này.
Vào năm 1862, sau khi Othon I của Hy Lạp thoái vị, Alfred được ủng hộ mạnh mẽ để kế vị ngai vàng Hy Lạp, nhưng Chính phủ Anh đã phản đối kế hoạch này. Phần lớn sự phản đối là do Nữ vương Victoria và Vương tế Albrecht vì họ muốn Alfred sẽ kế vị trở thành Công tước của Công quốc Sachsen-Coburg và Gotha hơn là Quốc vương Hy Lạp.
Ngày 24 tháng 2 năm 1863, Alfred được thăng cấp Trung úy của Hải quân Vương thất, trong thời gian này ông phục vụ trong Hải quân dưới quyền của Bá tước Gleichen, cũng là người anh họ của ông trên tàu HMS Racoon. Sau này, con trai của Bá tước Gleichen nhớ lại lời nhận xét của cha đối với Vương tử: "the Prince, although shaping well as a sailor, was of a somewhat wayward disposition at that period, and his high spirits more than once led him into minor troubles with the authorities." - "Vị Vương tử, dù có ngoại hình đáng mơ ước như một thủy thủ, nhưng lại có tính cách hơi ương ngạnh vào thời kì đó, và năng lượng nhiệt tình của Vương tử đã nhiều lần khiến ông rơi vào những rắc rối nhỏ với chính quyền".
Vào ngày 23 tháng 2 năm 1866, ông được thăng cấp thuyền trưởng và một năm sau được bổ nhiệm làm chỉ huy trên tàu HMS Galatea. Đô đốc Charles Beresford mô tả Vương tử là người "bẩm sinh có khả năng tuyệt vời để dẫn đầu một hạm đội" và nói thêm rằng ông "hoàn toàn có thể trở thành đô đốc chiến đấu hạng nhất"

## Công tước xứ Edinburgh
Vào ngày 24 tháng 5 năm 1866, trong lễ sinh nhật của Nữ vương Victoria, Vương tử Alfred được tấn phong làm Công tước xứ Edinburgh, Bá tước xứ Ulster và Bá tước xứ Kent kèm theo 15.000 bảng Anh do Quốc hội Anh cấp và chính thức là thành viên của Thượng Nghị viện Vương quốc Liên hiệp Anh và Bắc Ireland.
Ngày 24 tháng 1 năm 1867, khi vẫn chỉ huy tàu Galatea, Công tước xứ Edinburgh khởi hành từ Plymouth cho chuyến hành trình vòng quanh thế giới. Năm 1869, ông là thành viên đầu tiên của Vương thất Anh tại thời điểm đó đến thăm New Zealand. Vào ngày 7 tháng 6 năm 1867, ông rời Gibraltar, đến Mũi Hảo Vọng vào ngày 24 tháng 7, đến đảo Tristan da Cunha vào ngày 5 tháng 8 năm 1867, và có chuyến thăm Vương thất tới Cape Town vào ngày 24 tháng 8 năm 1867 sau khi cập bến tại Thị trấn Simon một thời gian trước đó. Ông đặt chân lên Glenelg, Nam Úc vào ngày 31 tháng 10 năm 1867.
Là thành viên đầu tiên của Vương thất Anh đến thăm Úc, Alfred được đón tiếp rất nhiệt tình. Trong thời gian lưu trú gần năm tháng, ông đã đến thăm Adelaide, Melbourne,Sydney, Brisbane và Tasmania. Một số trường học và bệnh viện đã được đặt theo tên Vương tử Alfred để vinh danh ông, bao gồm Prince Alfred College, The Alfred Hospital và Royal Prince Alfred Hospital.
Vào ngày 12 tháng 3 năm 1868, trong chuyến thăm lần thứ 2 tới Úc, Alfred đã bị bắn nhát súng vào lưng bởi Henry James O'Farrell. Phát súng được bắn ở cự li gần đã làm gãy xương sống của ông trong gang tấc. Ông được chăm sóc trong hai tuần tiếp theo bởi 6 y tá do Florence Nightingale đào tạo và dẫn đầu bởi Matron Lucy Osburn, người vừa đến Úc vào tháng 2 năm 1868. Đầu tháng 4 năm 1868, Công tước hồi phục và có thể tiếp tục chỉ huy con tàu của mình trở về nhà. Sau 17 tháng vắng bóng, ông đến Spithead vào ngày 26 tháng 6 năm 1868
Năm 1869, Vương tử Alfred đến thăm Hawaii và dành thời gian với gia đình Vương thất ở đó, nơi ông được tặng một chiếc vòng hoa khi đến nơi. Alfred trở thành Vương tử châu Âu đầu tiên đến thăm Nhật Bản và được tiếp đón bởi Thiên hoàng Minh Trị ở Tokyo vào ngày 4 tháng 9 năm 1869. Tháng 12 năm 1869, Công tước đến thăm Ấn Độ và Ceylon (Nay là Sri Lanka), nơi ông đến thăm vào năm sau. Trong chuyến thăm, Alfred cũng ghé qua Hồng Kông, ông cũng là vị Vương tử Liên hiệp Anh đầu tiên đặt chân tới mảnh đất này.

## Hôn nhân và gia đình

### Những ứng cử viên tiềm năng
Năm 1862, Victoria của Anh viết thư cho người con cả Victoria, Vương nữ Vương thất, lúc bấy giờ là Thái tử phi của Phổ, rằng Đức ngài mong muốn Vương tử Alfred sẽ kết hôn với Vương nữ Dagmar của Đan Mạch. Nữ vương viết: "Ta nghe nói rằng Nga hoàng vẫn chưa từ bỏ ý định về việc hỏi cưới Alix hoặc Dagmar cho con trai ông ta. Ta sẽ rất tiếc nếu có bất cứ điều gì được quyết định cho Dagmar trước khi con gặp con bé, vì điều đó sẽ làm giảm đi cơ hội cho Affie". Nhưng sau đó, Nữ vương Victoria đã phản đối cuộc hôn nhân này vì sự tức giận của Đức đối với Đan Mạch về vùng lãnh thổ Schleswig-Holstein, đặc biệt khi Alfred là người thừa kế của Công quốc Sachsen-Coburg và Gotha. Nữ vương viết cho Thái tử phi của Phổ: "Ta tôn trọng Dagmar, ta không mong muốn con bé bị giữ lại cho Affie. Tốt hơn hết là để Hoàng đế có được con bé."
Ban đầu, Vương nữ Dagmar đính hôn với Tsesarevich Nikolai Aleksandrovich, tuy nhiên, ông qua đời vào ngày 22 tháng 4 năm 1865 trước sự chứng kiến của cha mẹ, các anh em và Dagmar. Mong muốn cuối cùng của Nikolai là Dagmar sẽ kết hôn với em trai mình, Đại Vương công Aleksandr Aleksandrovich (sau này là Aleksandr III của Đế quốc Nga). Thể theo mong muốn của Nikolai, Aleksandr và Dagmar kết hôn, do đó bà đã trở thành Hoàng hậu của Đế quốc Nga.
Nữ vương Victoria coi Nữ Đại Vương công Olga Konstantinovna như một người vợ tiềm năng cho Affie. Đức ngài viết thư cho Victoria, Vương nữ Vương thất: "Thật đáng tiếc khi cô con gái duyên dáng của Sanny lại theo Chính thống giáo Hy Lạp. Cô gái ấy sẽ làm rất tốt". Vào năm 1867, Nữ vương nói với con gái cả rằng: "Ta đã từng nghĩ và hi vọng vào Olga bé nhỏ thân yêu, người hiện sắp kết hôn với Quốc vương Georgios I."

### Kết hôn
Trong chuyến thăm chị gái là Vương nữ Alice vào tháng 8 năm 1868, Vương tử Alfred gặp Nữ Đại Công tước 14 tuổi Mariya Aleksandrovna của Nga. Vương nữ Alice đã kết hôn với anh họ của Mariya, Ludwig IV của Hessen và Rhine. Nữ Đại Công tước khi đó đang đi thăm họ hàng của mình, các Thân vương xứ Battenberg, ở Jugenheim.
Ngày 23 tháng 1 năm 1874, Alfred kết hôn với Nữ Đại Công tước Mariya Aleksandrovna của Nga ở Cung điện Mùa Đông, St. Petersburg, Nga. Mariya là con gái thứ 2 (và là người con gái còn sống) của Aleksandr II của Nga và người vợ đầu, Marie xứ Hessen và Rhine. Để đánh dấu kỷ niệm này, một tiệm bánh quy ở Anh đã làm ra một loại bánh có tên là Marie biscuit và tên của Mariya Aleksandrovna được in trên mặt trước của chiếc bánh. Cặp đôi có 5 người con: Alfred Alexander (1874 - 1899), Marie (1875 - 1938), Victoria Melita (1876 - 1936), Alexandra (1878 - 1942) và Beatrice (1884 - 1966). Cha của Mariya Aleksandrovna, Nga hoàng Aleksandr II đã cho bà một số tiền đáng kinh ngạc lúc bấy giờ là 100,000 bảng Anh làm của hồi môn, cùng với khoản trợ cấp hàng năm là 32,000 bảng Anh.
Cuộc hôn nhân của Alfred và Mariya không hạnh phúc. Khi đến Anh, Nữ Đại Công tước rất ngạc nhiên khi biết rằng mình phải nhường quyền ưu tiên cho Vương phi xứ Wales và tất cả các cô con gái của Nữ vương. Mariya yêu cầu được ưu tiên trước Vương phi Alexandra (Sau này là Vương hậu Alexandra của Liên hiệp Anh) vì bà coi gia đình Vương phi (Vương thất Đan Mạch) có địa vị kém hơn Nhà Romanov. Nữ vương từ chối yêu cầu này nhưng vẫn trao quyền ưu tiên cho bà chỉ sau Vương phi xứ Wales.

## Công tước xứ Sachsen-Coburg và Gotha
Năm 1893, Ernst II xứ Sachsen-Coburg và Gotha qua đời mà không có con cái. Công quốc Sachsen-Coburg và Gotha sẽ được kế vị bởi những người con trai của Nữ vương Victoria, theo như thông lệ Vương tử Albert Edward sẽ là người thừa kế Công quốc nhưng Albert đã từ bỏ quyền kế vị và ủng hộ em trai mình, Vương tử Alfred. Vì vậy, vào ngày 22 tháng 8 năm 1893, Alfred chính thức trở thành Công tước của Sachsen-Coburg và Gotha. Công tước sau đó đã từ bỏ khoản trợ cấp 15.000 bảng Anh và vị trí trong Hạ viện và Hội đồng Cơ mật Anh, nhưng ông vẫn giữ lại 10,000 bảng Anh từ cuộc hôn nhân của mình để tiếp tục duy trì Clarence House làm nơi ở cho ông và gia đình ở Luân Đôn. Khi mới kế thừa Công quốc, Alfred bị coi là "ngoại quốc" nhưng dần dần, ông trở nên nổi tiếng với dân chúng. Vào thời điểm ông qua đời (năm 1900), nhìn chung Công tước đã giành được nhiều thiện cảm từ quần chúng nhân dân.
Người con trai duy nhất của vợ chồng Công tước và cũng là người thừa kế Công quốc, Vương tôn Alfred, dính vào một vụ bê bối liên quan đến tình nhân của mình và đã tự sát bằng một khẩu súng vào tháng 1 năm 1899, giữa lễ kỉ niệm 25 năm ngày cưới của cha mẹ ông tại Schloss Friedenstein ở Gotha. Vương tôn sống sót, và mẹ ông đã gửi ông đến Meran để hồi phục. Tuy nhiên, Alfred qua đời 2 tuần sau đó, vào ngày 6 tháng 2. Cha của Vương tôn đã bị tàn phá sau cái chết của con trai.
Người cháu trai của ông là Charles Edward, con trai trưởng của Vương tử Leopold, Công tước xứ Albany đã được thừa kế Công quốc Sachsen-Coburg và Gotha sau khi Alfred qua đời.

## Tước hiệu, tước vị và danh hiệu

### Tước hiệu, tước vị
- 6 tháng 8 năm 1844 - 24 tháng 5 năm 1866: His Royal Highness Prince Alfred (Vương tử Alfred Điện hạ)
- 24 tháng 5 năm 1866 - 23 tháng 8 năm 1893: His Royal Highness The Duke of Edinburgh (Công tước xứ Edinburgh Điện hạ)
- 23 tháng 8 năm 1893 - 30 tháng 7 năm 1900: His Royal Highness The Duke of Saxe-Coburg and Gotha (Công tước của Sachsen-Coburg và Gotha Điện hạ)

### Danh hiệu

#### Ở Anh
- KG: Hiệp sĩ Vương thất của Garter, 10 tháng 6 năm 1863[16]
- KT: Hiệp sĩ Cây kế phụ, 15 tháng 10 năm 1864[17]
- KP: Hiệp sĩ của Thánh Patrick, 14 tháng 5 năm 1880[18]
- GCB: Đại Hiệp sĩ Thanh tẩy (quân sự), 25 tháng 5 năm 1889[19]
- GCSI: Đại Hiệp sĩ Chỉ huy của Ngôi sao Ấn Độ, 7 tháng 2 năm 1870[20]
- GCMG: Đại Hiệp sĩ của Thánh Michael và Thánh George, 29 tháng 6 năm 1869[21]
- GCIE: Đại Chỉ huy của Đế quốc Ấn Độ, 21 tháng 6 năm 1887[22]
- GCVO: Đại Hiệp sĩ của Huân chương Hoàng gia VIctoria, 24 May 1899[23]
- PC:  Ủy viên Cơ mật viện Vương quốc Liên hiệp Anh, 1866 – 1893
- KStJ: Hiệp sĩ Công lý của Thánh John, 27 tháng 3 năm 1896[24]
- ADC: Aide-de-camp cá nhân của Nữ vương Victoria, 9 tháng 12 năm 1882[25]

#### Ở nước khác
- Bồ Đào Nha:[26]
  - Đại Chữ thập của Tòa tháp và Thanh kiếm, 25 tháng 11 năm 1858
  - Đại Chữ thập của Dải Hai Huân chương, 7 tháng 11 năm 1889; Ba Huân chương, 28 tháng 2 năm 1894
- Các công quốc Ernestine: Đại Chữ thập của Huân chương Nhà Sachsen-Ernestine, Tháng 6 năm 1863;[27] Đại Bậc thầy, 22 tháng 8 năm 1893
- Bỉ: Đại Thập tự của Huân chương Leopold (quân sự), 15 tháng 8 năm 1863[28]
- Sachsen-Weimar-Eisenach: Đại Chữ thập Chim ưng trắng, 4 tháng 5 năm 1864[29]
- Vương quốc Phổ:[30]
  - Hiệp sĩ Đại bàng đen, 7 tháng 5 năm 1864; với Vòng cổ, 1883
  - Chữ thập của Đại Chỉ huy của Huân chương Hoàng gia Nhà Hohenzollern, 5 tháng 12 1878
  - Hiệp sĩ Công lý của Huân chương Johanniter, 1883
- Đại công quốc Hessen:[31]
  - Đại Chữ thập của Huân chương Ludwig, 15 tháng 5 năm 1864
  - Đại Chữ thập của Huân chương Philip Đại đế, với Thanh kiếm, 6 tháng 6 năm 1865
  - Hiệp sĩ Sư tử vàng, với Vòng cổ, 12 tháng 1 năm 1894
- Đế quốc Nga:[32]
  - Hiệp sĩ của Thánh Andrew, Tháng 5 năm 1865
  - Hiệp sĩ của Thánh Alexander Nevsky, Tháng 5 năm 1865
  - Hiệp sĩ Đại bàng trắng, Tháng 5 năm 1865
  - Hiệp sĩ của Thánh Anna, Hạng nhất, Tháng 5 năm 1865
  - Hiệp sĩ của Thánh Stanislaus, Hạng nhất, Tháng 5 năm 1865
- Nassau: Hiệp sĩ Sư tử vàng của Nassau, Tháng 7 năm 1865[33]
- Kingdom of Hawaii: Đại Chữ thập của Huân chương Kamehameha I, 1865
- Baden:
  - Hiệp sĩ của Huân chương Trung thành, 1865[34]
  - Đại Chữ thập của Sư tử Zähringer, 1865[35]
- Đệ nhị Đế chế Pháp: Bắc đẩu bội tinh hạng nhất, Tháng 6 năm 1867[36]
- Đế quốc Brasil: Đại Chữ thập của Nam Thập Tự, 15 tháng 7 năm 1867
- Sachsen: Hiệp sĩ của Vương miện Rue, 15 tháng 7 năm 1867[37]
- Mecklenburg: Đại Chữ thập của Vương miện Wend, với Crown in Ore và Kim cương, 28 tháng 6 năm 1868
- Đế quốc Áo-Hung: Đại Chữ thập của Huân chương Thánh Stephen của Hungary, 1874[38]
- Đan Mạch: Hiệp sĩ Con voi, 4 tháng 7 năm 1875[39]
- Bản mẫu:Country data Thân vương quốc Serbia: Đại Chữ thập của Chữ thập Takovo[40]
- Thụy Điển-Na Uy: Hiệp sĩ của Seraphim, 24 tháng 5 năm 1881[41]
- Hà Lan: Đại Chữ thập của Sư tử Hà Lan, 1 tháng 5 năm 1882
- Württemberg: Đại Chữ thập của Vương miện Württemberg, 1883[42]
- Đế quốc Ottoman: Huân chương Osmanieh, Hạng Đặc biệt Kim cương, 1886
- Vương quốc Ý:[43]
  - hiệp sĩ của Lễ báo tin, 8 tháng 6 năm 1887
  - Đại Chữ thập của Thánh Maurice và Lazarus, 8 tháng 6 năm 1887
- Tây Ban Nha:
  - Đại Chữ thập của Huân chương Karl III, 9 tháng 7 năm 1887[44]
  - Hiệp sĩ Lông cừu vàng, 17 tháng 6 năm 1888[45]

## Gia phả
| \| \| \| \| \| \| \| \| \| \| \| \| \| \| \| \| \| \| \| \| 16. Frederick của Đại Anh \| \| \| \| \| \| \| \| \| \| \| \| \| \| \| \| \| \| \| \| \| \| \| \| \| \| \| \| \| \| \| \| \| \| \| \| \| \| \| \| \| \| \| \| \| \| \| \| \| \| \| \| \| \| 8. George III của Liên hiệp Anh \| \| \| \| \| \| \| \| \| \| \| \| \| \| \| \| \| \| \| \| \| \| \| \| \| \| \| \| \| \| \| \| \| \| \| \| \| \| \| \| \| \| \| \| \| \| \| \| \| \| \| \| \| \| 17. Augusta xứ Sachsen-Gotha-Altenburg \| \| \| \| \| \| \| \| \| \| \| \| \| \| \| \| \| \| \| \| \| \| \| \| \| \| \| \| \| \| \| \| \| \| \| \| \| \| \| \| \| \| \| \| \| \| \| \| \| \| \| \| \| \| 4. Edward của Liên hiệp Anh và Hannover \| \| \| \| \| \| \| \| \| \| \| \| \| \| \| \| \| \| \| \| \| \| \| \| \| \| \| \| \| \| \| \| \| \| \| \| \| \| \| \| \| \| \| \| \| \| \| \| \| \| \| \| \| \| 18. Karl Ludwig xứ Mecklenburg \| \| \| \| \| \| \| \| \| \| \| \| \| \| \| \| \| \| \| \| \| \| \| \| \| \| \| \| \| \| \| \| \| \| \| \| \| \| \| \| \| \| \| \| \| \| \| \| \| \| \| \| \| \| 9. Charlotte xứ Mecklenburg-Strelitz \| \| \| \| \| \| \| \| \| \| \| \| \| \| \| \| \| \| \| \| \| \| \| \| \| \| \| \| \| \| \| \| \| \| \| \| \| \| \| \| \| \| \| \| \| \| \| \| \| \| \| \| \| \| 19. Elisabeth Albertine xứ Sachsen-Hildburghausen \| \| \| \| \| \| \| \| \| \| \| \| \| \| \| \| \| \| \| \| \| \| \| \| \| \| \| \| \| \| \| \| \| \| \| \| \| \| \| \| \| \| \| \| \| \| \| \| \| \| \| \| \| \| 2. Victoria I của Liên hiệp Anh \| \| \| \| \| \| \| \| \| \| \| \| \| \| \| \| \| \| \| \| \| \| \| \| \| \| \| \| \| \| \| \| \| \| \| \| \| \| \| \| \| \| \| \| \| \| \| \| \| \| \| \| \| \| 20. Ernst Friedrich xứ Sachsen-Coburg-Saalfeld (= 24) \| \| \| \| \| \| \| \| \| \| \| \| \| \| \| \| \| \| \| \| \| \| \| \| \| \| \| \| \| \| \| \| \| \| \| \| \| \| \| \| \| \| \| \| \| \| \| \| \| \| \| \| \| \| 10. Franz I xứ Sachsen-Coburg-Saalfeld (= 12)[46] \| \| \| \| \| \| \| \| \| \| \| \| \| \| \| \| \| \| \| \| \| \| \| \| \| \| \| \| \| \| \| \| \| \| \| \| \| \| \| \| \| \| \| \| \| \| \| \| \| \| \| \| \| \| 21. Sophie Antoinette xứ Braunschweig-Wolfenbüttel (= 25) \| \| \| \| \| \| \| \| \| \| \| \| \| \| \| \| \| \| \| \| \| \| \| \| \| \| \| \| \| \| \| \| \| \| \| \| \| \| \| \| \| \| \| \| \| \| \| \| \| \| \| \| \| \| 5. Victoire xứ Sachsen-Coburg-Saalfeld \| \| \| \| \| \| \| \| \| \| \| \| \| \| \| \| \| \| \| \| \| \| \| \| \| \| \| \| \| \| \| \| \| \| \| \| \| \| \| \| \| \| \| \| \| \| \| \| \| \| \| \| \| \| 22. Heinrich XXIV Reuß xứ Ebersdorf (= 26) \| \| \| \| \| \| \| \| \| \| \| \| \| \| \| \| \| \| \| \| \| \| \| \| \| \| \| \| \| \| \| \| \| \| \| \| \| \| \| \| \| \| \| \| \| \| \| \| \| \| \| \| \| \| 11. Augusta Reuß xứ Ebersdorf (= 13)[46] \| \| \| \| \| \| \| \| \| \| \| \| \| \| \| \| \| \| \| \| \| \| \| \| \| \| \| \| \| \| \| \| \| \| \| \| \| \| \| \| \| \| \| \| \| \| \| \| \| \| \| \| \| \| 23. Caroline Ernestine xứ Erbach-Schönberg (= 27) \| \| \| \| \| \| \| \| \| \| \| \| \| \| \| \| \| \| \| \| \| \| \| \| \| \| \| \| \| \| \| \| \| \| \| \| \| \| \| \| \| \| \| \| \| \| \| \| \| \| \| \| \| \| 1. Alfred của Liên hiệp Anh \| \| \| \| \| \| \| \| \| \| \| \| \| \| \| \| \| \| \| \| \| \| \| \| \| \| \| \| \| \| \| \| \| \| \| \| \| \| \| \| \| \| \| \| \| \| \| \| \| \| \| \| \| \| 24. Ernst Friedrich xứ Sachsen-Coburg-Saalfeld (= 20) \| \| \| \| \| \| \| \| \| \| \| \| \| \| \| \| \| \| \| \| \| \| \| \| \| \| \| \| \| \| \| \| \| \| \| \| \| \| \| \| \| \| \| \| \| \| \| \| \| \| \| \| \| \| 12. Franz I xứ Sachsen-Coburg-Saalfeld (= 10)[46] \| \| \| \| \| \| \| \| \| \| \| \| \| \| \| \| \| \| \| \| \| \| \| \| \| \| \| \| \| \| \| \| \| \| \| \| \| \| \| \| \| \| \| \| \| \| \| \| \| \| \| \| \| \| 25. Sophie Antoinette xứ Braunschweig-Wolfenbüttel (= 21) \| \| \| \| \| \| \| \| \| \| \| \| \| \| \| \| \| \| \| \| \| \| \| \| \| \| \| \| \| \| \| \| \| \| \| \| \| \| \| \| \| \| \| \| \| \| \| \| \| \| \| \| \| \| 6. Ernst I xứ Sachsen-Coburg và Gotha[46] \| \| \| \| \| \| \| \| \| \| \| \| \| \| \| \| \| \| \| \| \| \| \| \| \| \| \| \| \| \| \| \| \| \| \| \| \| \| \| \| \| \| \| \| \| \| \| \| \| \| \| \| \| \| 26. Heinrich XXIV Reuß xứ Ebersdorf (= 22) \| \| \| \| \| \| \| \| \| \| \| \| \| \| \| \| \| \| \| \| \| \| \| \| \| \| \| \| \| \| \| \| \| \| \| \| \| \| \| \| \| \| \| \| \| \| \| \| \| \| \| \| \| \| 13. Augusta Reuß xứ Ebersdorf (= 11)[46] \| \| \| \| \| \| \| \| \| \| \| \| \| \| \| \| \| \| \| \| \| \| \| \| \| \| \| \| \| \| \| \| \| \| \| \| \| \| \| \| \| \| \| \| \| \| \| \| \| \| \| \| \| \| 27. Caroline Ernestine xứ Erbach-Schönberg (= 23) \| \| \| \| \| \| \| \| \| \| \| \| \| \| \| \| \| \| \| \| \| \| \| \| \| \| \| \| \| \| \| \| \| \| \| \| \| \| \| \| \| \| \| \| \| \| \| \| \| \| \| \| \| \| 3. Albrecht xứ Sachsen-Coburg và Gotha \| \| \| \| \| \| \| \| \| \| \| \| \| \| \| \| \| \| \| \| \| \| \| \| \| \| \| \| \| \| \| \| \| \| \| \| \| \| \| \| \| \| \| \| \| \| \| \| \| \| \| \| \| \| 28. Ernst II xứ Sachsen-Gotha-Altenburg \| \| \| \| \| \| \| \| \| \| \| \| \| \| \| \| \| \| \| \| \| \| \| \| \| \| \| \| \| \| \| \| \| \| \| \| \| \| \| \| \| \| \| \| \| \| \| \| \| \| \| \| \| \| 14. August I xứ Sachsen-Gotha-Altenburg[46] \| \| \| \| \| \| \| \| \| \| \| \| \| \| \| \| \| \| \| \| \| \| \| \| \| \| \| \| \| \| \| \| \| \| \| \| \| \| \| \| \| \| \| \| \| \| \| \| \| \| \| \| \| \| 29. Charlotte xứ Sachsen-Meiningen \| \| \| \| \| \| \| \| \| \| \| \| \| \| \| \| \| \| \| \| \| \| \| \| \| \| \| \| \| \| \| \| \| \| \| \| \| \| \| \| \| \| \| \| \| \| \| \| \| \| \| \| \| \| 7. Luise Pauline xứ Sachsen-Gotha-Altenburg[46] \| \| \| \| \| \| \| \| \| \| \| \| \| \| \| \| \| \| \| \| \| \| \| \| \| \| \| \| \| \| \| \| \| \| \| \| \| \| \| \| \| \| \| \| \| \| \| \| \| \| \| \| \| \| 30. Friedrich Franz I xứ Mecklenburg \| \| \| \| \| \| \| \| \| \| \| \| \| \| \| \| \| \| \| \| \| \| \| \| \| \| \| \| \| \| \| \| \| \| \| \| \| \| \| \| \| \| \| \| \| \| \| \| \| \| \| \| \| \| 15. Luise Charlotte xứ Mecklenburg[46] \| \| \| \| \| \| \| \| \| \| \| \| \| \| \| \| \| \| \| \| \| \| \| \| \| \| \| \| \| \| \| \| \| \| \| \| \| \| \| \| \| \| \| \| \| \| \| \| \| \| \| \| \| \| 31. Luise xứ Sachsen-Gotha-Altenburg \| \| \| \| \| \| \| \| \| \| \| \| \| \| \| \| \| \| \| \| \| \| \| \| \| \| \| \| \| \| \| \| \| \| \| \| \| \| \| \| \| \| \| \| \| \| \| \| \| \| \| \| |                                                           |  |  |  |  |  |  |  |  |  |  |  |  |  |  |  |
| |                                                           |  |  |  |  |  |  |  |  |  |  |  |  |  |  |  |
| | 16. Frederick của Đại Anh                                 |  |  |  |  |  |  |  |  |  |  |  |  |  |  |  |
| |                                                           |  |  |  |  |  |  |  |  |  |  |  |  |  |  |  |
| |                                                           |  |  |  |  |  |  |  |  |  |  |  |  |  |  |  |
| | 8. George III của Liên hiệp Anh                           |  |  |  |  |  |  |  |  |  |  |  |  |  |  |  |
| |                                                           |  |  |  |  |  |  |  |  |  |  |  |  |  |  |  |
| |                                                           |  |  |  |  |  |  |  |  |  |  |  |  |  |  |  |
| | 17. Augusta xứ Sachsen-Gotha-Altenburg                    |  |  |  |  |  |  |  |  |  |  |  |  |  |  |  |
| |                                                           |  |  |  |  |  |  |  |  |  |  |  |  |  |  |  |
| |                                                           |  |  |  |  |  |  |  |  |  |  |  |  |  |  |  |
| | 4. Edward của Liên hiệp Anh và Hannover                   |  |  |  |  |  |  |  |  |  |  |  |  |  |  |  |
| |                                                           |  |  |  |  |  |  |  |  |  |  |  |  |  |  |  |
| |                                                           |  |  |  |  |  |  |  |  |  |  |  |  |  |  |  |
| | 18. Karl Ludwig xứ Mecklenburg                            |  |  |  |  |  |  |  |  |  |  |  |  |  |  |  |
| |                                                           |  |  |  |  |  |  |  |  |  |  |  |  |  |  |  |
| |                                                           |  |  |  |  |  |  |  |  |  |  |  |  |  |  |  |
| | 9. Charlotte xứ Mecklenburg-Strelitz                      |  |  |  |  |  |  |  |  |  |  |  |  |  |  |  |
| |                                                           |  |  |  |  |  |  |  |  |  |  |  |  |  |  |  |
| |                                                           |  |  |  |  |  |  |  |  |  |  |  |  |  |  |  |
| | 19. Elisabeth Albertine xứ Sachsen-Hildburghausen         |  |  |  |  |  |  |  |  |  |  |  |  |  |  |  |
| |                                                           |  |  |  |  |  |  |  |  |  |  |  |  |  |  |  |
| |                                                           |  |  |  |  |  |  |  |  |  |  |  |  |  |  |  |
| | 2. Victoria I của Liên hiệp Anh                           |  |  |  |  |  |  |  |  |  |  |  |  |  |  |  |
| |                                                           |  |  |  |  |  |  |  |  |  |  |  |  |  |  |  |
| |                                                           |  |  |  |  |  |  |  |  |  |  |  |  |  |  |  |
| | 20. Ernst Friedrich xứ Sachsen-Coburg-Saalfeld (= 24)     |  |  |  |  |  |  |  |  |  |  |  |  |  |  |  |
| |                                                           |  |  |  |  |  |  |  |  |  |  |  |  |  |  |  |
| |                                                           |  |  |  |  |  |  |  |  |  |  |  |  |  |  |  |
| | 10. Franz I xứ Sachsen-Coburg-Saalfeld (= 12)             |  |  |  |  |  |  |  |  |  |  |  |  |  |  |  |
| |                                                           |  |  |  |  |  |  |  |  |  |  |  |  |  |  |  |
| |                                                           |  |  |  |  |  |  |  |  |  |  |  |  |  |  |  |
| | 21. Sophie Antoinette xứ Braunschweig-Wolfenbüttel (= 25) |  |  |  |  |  |  |  |  |  |  |  |  |  |  |  |
| |                                                           |  |  |  |  |  |  |  |  |  |  |  |  |  |  |  |
| |                                                           |  |  |  |  |  |  |  |  |  |  |  |  |  |  |  |
| | 5. Victoire xứ Sachsen-Coburg-Saalfeld                    |  |  |  |  |  |  |  |  |  |  |  |  |  |  |  |
| |                                                           |  |  |  |  |  |  |  |  |  |  |  |  |  |  |  |
| |                                                           |  |  |  |  |  |  |  |  |  |  |  |  |  |  |  |
| | 22. Heinrich XXIV Reuß xứ Ebersdorf (= 26)                |  |  |  |  |  |  |  |  |  |  |  |  |  |  |  |
| |                                                           |  |  |  |  |  |  |  |  |  |  |  |  |  |  |  |
| |                                                           |  |  |  |  |  |  |  |  |  |  |  |  |  |  |  |
| | 11. Augusta Reuß xứ Ebersdorf (= 13)                      |  |  |  |  |  |  |  |  |  |  |  |  |  |  |  |
| |                                                           |  |  |  |  |  |  |  |  |  |  |  |  |  |  |  |
| |                                                           |  |  |  |  |  |  |  |  |  |  |  |  |  |  |  |
| | 23. Caroline Ernestine xứ Erbach-Schönberg (= 27)         |  |  |  |  |  |  |  |  |  |  |  |  |  |  |  |
| |                                                           |  |  |  |  |  |  |  |  |  |  |  |  |  |  |  |
| |                                                           |  |  |  |  |  |  |  |  |  |  |  |  |  |  |  |
| | 1. Alfred của Liên hiệp Anh                               |  |  |  |  |  |  |  |  |  |  |  |  |  |  |  |
| |                                                           |  |  |  |  |  |  |  |  |  |  |  |  |  |  |  |
| |                                                           |  |  |  |  |  |  |  |  |  |  |  |  |  |  |  |
| | 24. Ernst Friedrich xứ Sachsen-Coburg-Saalfeld (= 20)     |  |  |  |  |  |  |  |  |  |  |  |  |  |  |  |
| |                                                           |  |  |  |  |  |  |  |  |  |  |  |  |  |  |  |
| |                                                           |  |  |  |  |  |  |  |  |  |  |  |  |  |  |  |
| | 12. Franz I xứ Sachsen-Coburg-Saalfeld (= 10)             |  |  |  |  |  |  |  |  |  |  |  |  |  |  |  |
| |                                                           |  |  |  |  |  |  |  |  |  |  |  |  |  |  |  |
| |                                                           |  |  |  |  |  |  |  |  |  |  |  |  |  |  |  |
| | 25. Sophie Antoinette xứ Braunschweig-Wolfenbüttel (= 21) |  |  |  |  |  |  |  |  |  |  |  |  |  |  |  |
| |                                                           |  |  |  |  |  |  |  |  |  |  |  |  |  |  |  |
| |                                                           |  |  |  |  |  |  |  |  |  |  |  |  |  |  |  |
| | 6. Ernst I xứ Sachsen-Coburg và Gotha                     |  |  |  |  |  |  |  |  |  |  |  |  |  |  |  |
| |                                                           |  |  |  |  |  |  |  |  |  |  |  |  |  |  |  |
| |                                                           |  |  |  |  |  |  |  |  |  |  |  |  |  |  |  |
| | 26. Heinrich XXIV Reuß xứ Ebersdorf (= 22)                |  |  |  |  |  |  |  |  |  |  |  |  |  |  |  |
| |                                                           |  |  |  |  |  |  |  |  |  |  |  |  |  |  |  |
| |                                                           |  |  |  |  |  |  |  |  |  |  |  |  |  |  |  |
| | 13. Augusta Reuß xứ Ebersdorf (= 11)                      |  |  |  |  |  |  |  |  |  |  |  |  |  |  |  |
| |                                                           |  |  |  |  |  |  |  |  |  |  |  |  |  |  |  |
| |                                                           |  |  |  |  |  |  |  |  |  |  |  |  |  |  |  |
| | 27. Caroline Ernestine xứ Erbach-Schönberg (= 23)         |  |  |  |  |  |  |  |  |  |  |  |  |  |  |  |
| |                                                           |  |  |  |  |  |  |  |  |  |  |  |  |  |  |  |
| |                                                           |  |  |  |  |  |  |  |  |  |  |  |  |  |  |  |
| | 3. Albrecht xứ Sachsen-Coburg và Gotha                    |  |  |  |  |  |  |  |  |  |  |  |  |  |  |  |
| |                                                           |  |  |  |  |  |  |  |  |  |  |  |  |  |  |  |
| |                                                           |  |  |  |  |  |  |  |  |  |  |  |  |  |  |  |
| | 28. Ernst II xứ Sachsen-Gotha-Altenburg                   |  |  |  |  |  |  |  |  |  |  |  |  |  |  |  |
| |                                                           |  |  |  |  |  |  |  |  |  |  |  |  |  |  |  |
| |                                                           |  |  |  |  |  |  |  |  |  |  |  |  |  |  |  |
| | 14. August I xứ Sachsen-Gotha-Altenburg                   |  |  |  |  |  |  |  |  |  |  |  |  |  |  |  |
| |                                                           |  |  |  |  |  |  |  |  |  |  |  |  |  |  |  |
| |                                                           |  |  |  |  |  |  |  |  |  |  |  |  |  |  |  |
| | 29. Charlotte xứ Sachsen-Meiningen                        |  |  |  |  |  |  |  |  |  |  |  |  |  |  |  |
| |                                                           |  |  |  |  |  |  |  |  |  |  |  |  |  |  |  |
| |                                                           |  |  |  |  |  |  |  |  |  |  |  |  |  |  |  |
| | 7. Luise Pauline xứ Sachsen-Gotha-Altenburg               |  |  |  |  |  |  |  |  |  |  |  |  |  |  |  |
| |                                                           |  |  |  |  |  |  |  |  |  |  |  |  |  |  |  |
| |                                                           |  |  |  |  |  |  |  |  |  |  |  |  |  |  |  |
| | 30. Friedrich Franz I xứ Mecklenburg                      |  |  |  |  |  |  |  |  |  |  |  |  |  |  |  |
| |                                                           |  |  |  |  |  |  |  |  |  |  |  |  |  |  |  |
| |                                                           |  |  |  |  |  |  |  |  |  |  |  |  |  |  |  |
| | 15. Luise Charlotte xứ Mecklenburg                        |  |  |  |  |  |  |  |  |  |  |  |  |  |  |  |
| |                                                           |  |  |  |  |  |  |  |  |  |  |  |  |  |  |  |
| |                                                           |  |  |  |  |  |  |  |  |  |  |  |  |  |  |  |
| | 31. Luise xứ Sachsen-Gotha-Altenburg                      |  |  |  |  |  |  |  |  |  |  |  |  |  |  |  |
| |                                                           |  |  |  |  |  |  |  |  |  |  |  |  |  |  |  |
| |                                                           |  |  |  |  |  |  |  |  |  |  |  |  |  |  |  |